# 蜂女
- 仮面ライダーシリーズ
  - 仮面ライダー > ショッカー > ショッカー怪人 > ショッカー怪人 (テレビシリーズ) > 蜂女
  - 仮面ライダーシリーズ登場怪人一覧 > 仮面ライダーシリーズ第1期登場怪人一覧 > ショッカー怪人 (テレビシリーズ) > 蜂女

蜂女（はちおんな）は、仮面ライダーシリーズ第1作『仮面ライダー』およびその派生作品に登場する怪人。
「仮面ライダーシリーズ」初の女性怪人である。
関連キャラクターについても、本記事で解説する。

## 『仮面ライダー』に登場する蜂女
『仮面ライダー』第8話・第13話に登場。
ハチをモチーフとする（ハチの特性を備えた）改造人間。羽から発する35000 Hzの催眠超音波で人間を操る能力を持つ。切っ先に二又の毒針を仕込んだ剣を武器とし、配下の戦闘員もこれを用いる。保護色で自身の姿を隠したり、羽を使って低空飛行したりできる。廃工場の地下に構えた毒ガス工場の工場長を務める。
影村めがね店にて販売する特殊な装置が付いた眼鏡をかけた人間を自らの羽音で操り、毒ガス工場の作業員にしている。アジトに潜入した本郷猛を剣の毒針で眠らせて捕らえた後に捕虜ともども逃走されるが、すでに緑川ルリ子に仕掛けていた催眠装置仕込みのイヤリングで彼女を操り、本郷を毒殺させようとするも失敗。催眠装置の音波を追ってやってきた仮面ライダーと対決し、剣戟を繰り広げた後、剣を弾き飛ばされてライダーキックを受けて崖下に転落し、黄色い液体と化して消滅する。
第13話では、トカゲロンに率いられた再生怪人の1体として登場。仮面ライダーに投げ飛ばされてかまきり男と激突してしまい、両者とも痙攣しながら絶命。そのまま他の再生怪人達共々トカゲロンの大爆発に巻き込まれた。
- 演：岩本良子（第8話・第13話）[出典 8]、瀬島達佳[出典 9][注釈 4]
- 声：沼波輝枝[11]
- 美術を担当した三上陸男は蜂女を特に好きな怪人に挙げており、シンプルでスラリとした体型が人間を元にした改造人間であることが表されていると評している[22]。
- 第4話として執筆された準備稿「怪!?蜂女」では、最後は剣を折られて羽根も破られ、生死不明となるという展開であった[3]。
- 脚本を担当した滝沢真里によると、蜂女の正体は「彼女の被害者である会社員・池田の（劇中では死亡済みとされる）妻であり、少女・サチ子の母」という設定であったとのこと[10]。
- ブリヂストン自転車『ドレミ』のCMでは、ベルトをつけた状態で登場している[23][3]。『仮面ライダー』第8話と同じく岩本良子が演じた[19][23]。

## 『仮面ライダー×仮面ライダー W&ディケイド MOVIE大戦2010』に登場する蜂女
映画『仮面ライダー×仮面ライダー W&ディケイド MOVIE大戦2010』に新規デザインで登場。
スーパーショッカーの女性怪人で、幹部候補。元ショッカー所属でスーパー死神博士に気に入られている。ネオ生命体の誕生と組織の勢力拡大のために行動する。
ワスプフルーレという名のレイピアを武器に用いる。その剣先に仕込まれた毒針を突き刺すスティングショックで攻撃し、敵を数秒で死に誘う。タックルとは対戦した過去があることから因縁を持っており、再戦時にはウルトラサイクロンを受けて重傷を負い、ネオ生命体の力を得ようとするが、逆に取り込まれてしまう。
- 演：及川奈央[24]
- 『SmaSTATION!!』で印象に残る怪人のアンケートを取ったところ、第4位にランクインしたうえ、秀逸なデザインに『仮面ライダー』の奥深さを感じたため、登場させることが決定した[25]。

## ハチオーグ
映画『シン・仮面ライダー』では、テレビドラマおよび原作漫画のリメイクとして人間とハチの合成オーグメントであるSHOCKERの女性上級構成員が登場。
かつては「ヒロミ」というコードネームであった。緑川ルリ子とは幼少期からSHOCKERの施設でともに育った友達に一番近い人物で、彼女のことは「ルリルリ」と呼ぶ関係性である。仮面を各所にハチの巣を想起させる六角形の模様が用いられた着物姿のまま纏い、強力な切れ味を有する日本刀で相手を高速で移動しながら突く。また、他者のプラーナを奪取することで力を強化することが可能。手下は襟が黄色いスーツとハチオーグのエンブレムが用いられた襟章が目印で、ワシの頭部が先端にあしらわれ、「IF YOU WANT TO BE HAPPY,BE」の文字が刻まれたダガーを装備する。日本刀が並ぶ、六角形を成すアジトを拠点とする。
支配と服従による効率的な奴隷制度による統制された幸福な社会の再構築と、その実現を目指す。そのテストモデルとして選んだアジト周辺地域の住民たちを巨大な洗脳装置で洗脳して支配下に置き、SHOCKERに構成員として送り込んでいた。
最後は本郷とルリ子にSHOCKERへの帰還を促すが断られて戦闘となり、彼らに洗脳装置を破壊されて自身も圧倒され、投降を促されたところで情報機関の男に殺害される。
- 演：西野七瀬[26][28]
- デザインは出渕裕が頭部とマスクの中身とエンブレム、前田真宏が首から下、柘植伊佐夫が衣装を担当[出典 11]。一部デザインは西野の写真を基に作成された[37]。ツインテールの頭髪を翅のようなシルエットに見立てている[34][29]。当初は小さなハチの翅を後頭部に付けていたが、アクションで破損する恐れがあったため、実際には外されることとなった[出典 12]。原典では人間のアゴが出ていたが、庵野から仮面ライダーのクラッシャーと共通する、ガチッとした感じを出したマスクにしてほしいとの要望で、その意向に沿って考えられた[32][29]。カラーリングはジバチを参考にしている[32][29]。目の部分のスリットはただの飾りではなく、視界を確保する覗き部分としても機能するデザインになっており、ハチの目はオレンジだが、電飾の色は映えるグリーンとなった[32]。出渕はフェンシング選手のようなピッタリした衣装をイメージしていたが、庵野のアイデアで日本刀と和服になった[32]。

## 漫画作品に登場する蜂女

### 石ノ森章太郎の漫画版
石ノ森章太郎による漫画『仮面ライダー』では、ショッカーの基地内にて、本郷がくも男を倒したことについてこうもり男と会話する。
常に全身に影が差しており、明確な姿は描かれていない。戦闘シーンは無い。

### その他の漫画版
村枝賢一による漫画『新 仮面ライダーSPIRITS』の過去編では、『仮面ライダー』第13話に相当する時点で死神博士に命令されて一文字隼人の捕獲に関わっていたことが明かされており、彼に催眠術をかける姿も描かれている。

## 小説作品に登場する蜂女

### 『蜂女物語』
東映プロデューサーの平山亨は、蜂女の供養をしていたファンの女子高生に触発されて小説『蜂女物語』を執筆し、書籍『仮面ライダーV3カード』（日本文芸社）に掲載している。
蜂女の前身はサダエという昭和20年（1945年）2月生まれの日本人の少女で、誕生直後に母が憲兵から逃れようとして死亡したため、孤児院の大台園にて育てられていた。サダエは9歳の時にアメリカの資産家リグリーの養子となるが、16歳の時にリグリーが破産したため、南アフリカ共和国に移住する。人種差別の激しい南アフリカにてサダエは迫害され、養父母のもとからも逃げ出して黒人夫人に保護されるが、黒人居留区にて白人のスパイと疑われ、日本へ強制送還されることとなる。強制送還のために乗せられた貨物船の中にてサダエはショッカー大幹部の死神博士から誘われ、腐敗した権力社会へ復讐するために改造人間となることを選ぶ。

### その他の小説版
早瀬マサトによる小説『S.I.C. HERO SAGA MASKED RIDER DEN-O EDITION -1971年4月3日-』では、ネガタロスが構想する「ネガタロス軍団（決）」のメンバーとして登場。構想のみで戦闘シーンはない。

## ゲーム作品に登場する蜂女

### 『仮面ライダー』関連ゲーム
- スーパーファミコン用ソフト『仮面ライダー』では、第3ステージ以降のステージに登場。
- PlayStation用ソフト『仮面ライダー』では、使用キャラクターの1体として登場。他の怪人同様、ショッカーストーリーで勝ち抜けば、最強怪人となった姿を見ることができる。
- PlayStation 2用ソフト『仮面ライダー 正義の系譜』では、1号編の敵キャラクターとして登場。担当声優は中谷ゆみ。催眠術で作業員を操るなどの行動を経て、最後は1号に恨みを晴らすために襲いかかるが、再び倒される。

### コンパチヒーローシリーズ
- ゲーム『バトルベースボール』では、一ツ目タイタンや地獄大使も所属するショッカーイーグルス (SE) の応援として登場。
- ゲーム『ロストヒーローズ』では、アジト・キューブとカジノで登場。

## 『仮面ライダーSD』
漫画『仮面ライダーSD マイティライダーズ』
地獄大使の作戦で、スパイとして潜入するが、ミーハーな性格からスーパー1に惚れてしまう。
OVA『仮面ライダーSD 怪奇!?クモ男』
プロポーズ大作戦でRXにプロポーズされるが、ライダーマンに横取りされる。

## 『お昼のショッカーさん』
ショッカー戦闘員たちの上司として登場。完璧な女性として、戦闘員やイカデビルから一目置かれているが、実はドジな面などがある。
- 声 - 八代拓

## 関連キャラクター
モチーフにしたキャラクターなど。
ハチ女 ズー
『仮面ライダーJ』に登場する怪人。
ショッカーの初期怪人のモチーフということでハチが選ばれた。
ビーロード
『仮面ライダーアギト』に登場する怪人。武器がレイピアであるなど、蜂女を意識したものとなっている。
アピス・ウェスパ
第22話に登場。男性怪人。
アピス・メリトゥス
第22話と第23話に登場。女性怪人。
イーグラ
映画『仮面ライダー1号』で登場するノバショッカーのメンバー。蜂女同様にサーベルを使って攻撃する。
同映画のパンフレットでは、「蜂女と同系統の改造人間」と推測している。
クイーンビー・デッドマン
『仮面ライダーリバイス』に登場する怪人。
蜂女のオマージュで、女王蜂をモチーフとしている。